# Wikipédia en môn
Wikipédia en môn (en môn : ဝဳကဳပဳဒဳယာမန် [Wīkīpīdīya mawn]) est l’édition de Wikipédia en môn, langue austroasiatique parlée en Birmanie et en Thaïlande. L'édition est lancée le 4 novembre 2019,,,. Son code est : mnw.
Au 21 mars 2025, l'édition en môn contient 1 947 articles et compte 4 443 contributeurs, dont 18 contributeurs actifs et 3 administrateurs.

## Présentation

Aire de diffusion des langues môniques au sein des langues austroasiatiques.
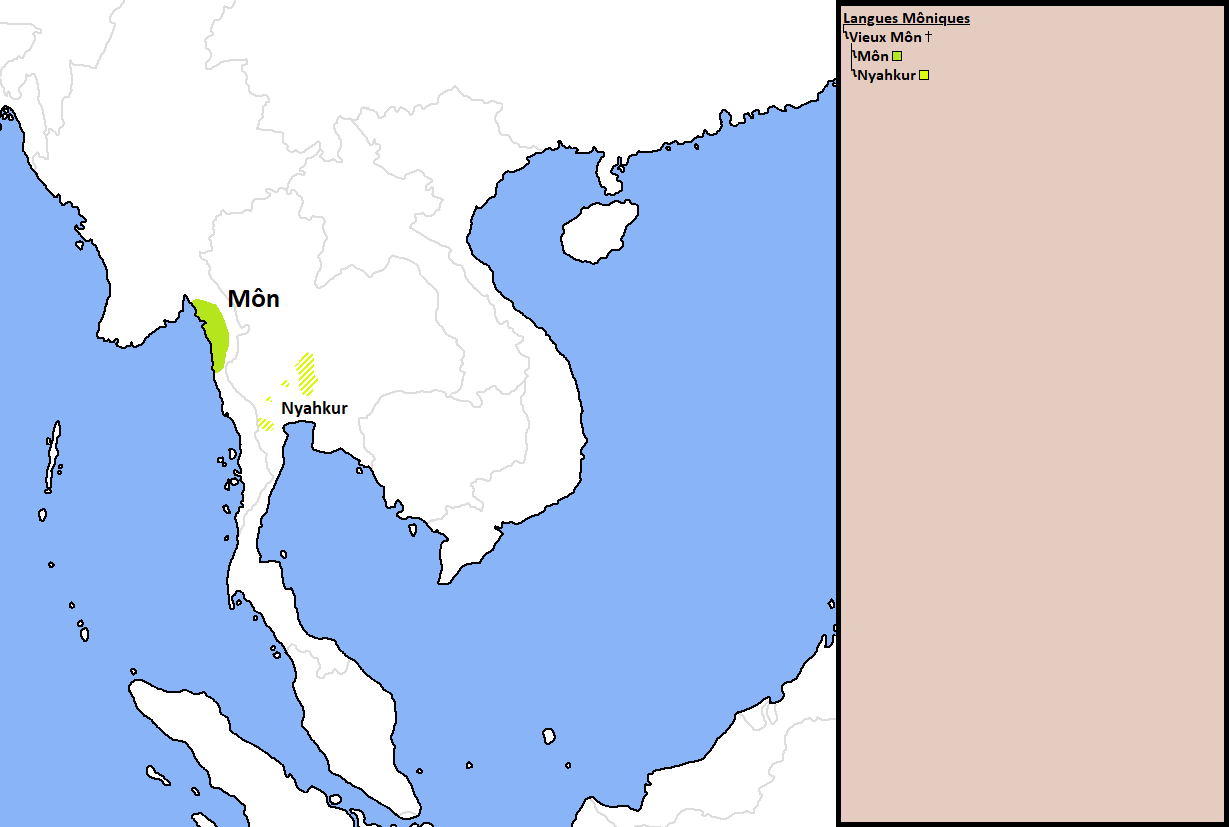
Les deux langues môniques, le môn et le nyahkur.

## Statistiques
- Le 13 octobre 2024, l'édition en môn contient 1 939 articles et compte 4 126 contributeurs, dont 19 contributeurs actifs et 2 administrateurs.